# Putterlickia
Putterlickia es un género de plantas con flores  pertenecientes a la familia Celastraceae. Comprende 4 especies descritas y de estas, solo 2 aceptadas.

## Taxonomía
El género fue descrito por Stephan Ladislaus Endlicher y publicado en Genera Plantarum 1086. 1840. La especie tipo es: Putterlickia pyracantha (L.) Endl.

## Especies aceptadas
A continuación se brinda un listado de las especies del género Putterlickia aceptadas hasta octubre de 2013, ordenadas alfabéticamente. Para cada una se indica el nombre binomial seguido del autor, abreviado según las convenciones y usos.
- Putterlickia pyracantha (L.) Endl.
- Putterlickia verrucosa (E. Mey. ex Sond.) Szyszyl.